# 라스트라아시냐
라스트라아시냐(이탈리아어: Lastra a Signa)는 이탈리아 토스카나주 피렌체현에 있는 코무네다. 피렌체로부터 서쪽 12km 거리에 있다.

## 자매 도시
- 이탈리아 그로시오
- 프랑스 생퐁